# День победы (фильм)
День побе́ды — полнометражный документальный фильм Сергея Лозницы о русских в столице Германии в день празднования 9 мая 2017 года. Все события разворачиваются в мемориальном комплексе Трептов-парка, где захоронены советские солдаты, — с утра и до наступления сумерек. Лента не содержит политических деклараций, закадрового комментария и архивных вставок, режиссёр показывает только то, что есть. Это портрет события, а также тысяч людей, принявших в нём участие.
 Премьера состоялась в феврале 2018 года на Берлинском кинофестивале в рамках программы «Форум».

## Хронология
Новобранцы маршируют в боковой аллее парка. Фрагменты барельефа Вучетича. Собираются люди: с флагами, цветами, домашними питомцами… на небольшой тележке с портретом Сталина, запряжённой двумя ухоженными собаками, надпись: «Спасибо». Цветы у подножия одного из монументов, много гвоздик. На лацканах большинства пришедших георгиевские ленточки. Звучит и русская и немецкая речь, можно расслышать: «Я не русский, я не немец…» Встречаются люди с выправкой и в парадной военной форме. Много собак. 
Фрагменты барельефа. Под советские военные песни людей собирается всё больше, много детей. Где-то по заявкам исполняют «Прощай, любимый город!». По-немецки звучит: «Сегодня 9 мая 2017 года. Очевидно, что в Германии, в Европе и особенно в России Вторая мировая война не закончилась. Мирный договор, заключённый между 54 странами, нарушается. Очевидно, что Третий Рейх никуда не капитулировал… Очевидно, что никакого перемирия не произошло… Очевидно, что в Германии не соблюдаются права человека. Очевидно, что в Германии царит открытая диктатура, замаскированная под партийную демократию, которой нет». — это произносит оратор возле растяжек антифашистской организации, его слушает малочисленная группа людей. 
Партизаны с барельефа будто бы наблюдают… Множество знамён: советские, союзных республик, российские, немецкие. Кто-то с портретами близких. Неожиданно запевают «Катюшу». Обрывок исступлённой немецкой речи в толпе: «С нацистами можно делать что угодно, дать им по лицу — им наплевать. Нацист любит фингал под глазом. Чего не стоит делать, так это смеяться над нацистами. Они это совсем не любят». Вдали исполняют «Нам нужна одна победа», некоторые подпевают. На косогоре некий клуб  зачитывает собравшимся письма ветеранов, почётных граждан Донецкой и Луганской республик. Среди атрибутики Богородица под стеклом, растяжки «Ночных волков». Традиционная горсть земли из Брестской крепости достаётся женщине, впервые здесь оказавшейся, она пришла с фотографиями матери, деда, членов семьи.
Барельеф с лицами скорбящих. Байкер из Казахстана, чей дед воевал, счастлив, что проехав 10 000 километров, привёз сюда флаг. На лужайке перед микрофоном исполняют «Смуглянку». У Монумента солдату весело танцуют и поют «Казаки в Берлине», вслед «Калинку», плавно переходящую в зажигательную «Лезгинку».
Барельеф с немецким танком, раскаты грома. Темнеет. Юный горнист, как может, играет к началу торжественной церемонии — зачитыванию имён всех бойцов и командиров Красной армии, погибших в боях за Берлин и похороненных в Трептов-парке. Начинается дождь. Некто в тёмном костюме довольно бесцеремонно переставляет застывшего в почётном карауле бойца. Люди под зонтами, байкеры «Ночных волков» несут венок. Чтение продолжается… Компания женщин вокруг аккордеониста «с листа» запевают «Прощальную комсомольскую», а затем, уже на память — «Катюшу». Женщины танцуют. Среди вальсирующих под «Алёшу» пар появляются мужчины.
Барельеф с идущими в наступление бойцами. Мать переодевает сынишку в гимнастёрку, другие родители тоже с одетыми в военное детьми, один ребёнок истошно плачет. Люди фотографируются на фоне Монумента солдату, кто-то произносит не совсем трезвый монолог о нравственности: «Нравственность! В России она была, есть и будет — нравственность — духовная, настоящая, славянская нравственность».
Барельеф «Клятва». У подножия Воина-освободителя идёт акция с участием всех флагов союзных республик.
Барельеф с Лениным и парадом на Красной площади. Вырезанные в камне слова: «Пусть осенит вас победоносное знамя великого Ленина.
 И.  Сталин». Ритмичная украинская песня в национальных костюмах «Чорнi очка як терен», за ней «Ти ж мене пiдманула». Люди много фотографируются. Зычный женский голос за кадром: «Дружба, Freundschaft, за победу, ура! Германия, Украина, Россия вместе, друганы!» Доносятся обрывки чьего-то выступления на немецком: «… Дахау был первым концлагерем на немецкой земле… Заключённые были коммунистами или подозревались в пособничестве коммунистам. 10 тысяч революционеров, рабочих, сражавшихся в классовой борьбе, были убиты. Буржуазные политики прекрасно знают, что без судьбоносного участия бывшего Советского Союза и Красной армии победа над гитлеровским фашизмом была бы невозможна. Тем не менее, сразу после победы пришла волна антикоммунизма. Направленная, в частности, на личность Сталина. Вершиной стал абсурдный образ коричнево-красных, где Гитлеру и Сталину, как худшим врагам демократии, был придан равный статус».
Барельеф с занявшими оборону. Группа празднующих, расположившаяся у парапета: музицирует, поёт военные песни (Журавли), танцует. В другой группе отдыхают под «Украина и Крым, Беларусь и Молдова…» О. Газманова. Ещё одна уже не вполне трезвая группа просто скандирует: «День победы!». Две уставшие женщины подпевают, сидя у подножия кургана.
Барельеф с обнимающимися, вернувшихся домой. Люди поодиночке и парами поднимаются по ступеням к вершине кургана, у многих цветы. Их всё больше. Перед входом в памятный зал образуется очередь. Внутри — тишина и полумрак, нарушаемый лишь редкими вспышками фотографирующих. Вот уже образовался холм из цветов — постамента из чёрного камня не разглядеть. С верхней площадки хорошо просматривается лестничный парапет, на котором тоже лежат цветы. К стоящими здесь же мужчинами, разглядывающими бронзовую фигуру солдата, обращается немец и завязывается диалог: 
— Не понимаю. Я действительно не понимаю, — говорит немец.
— Другой менталитет, — отвечает русский.
— Простите? — переспрашивает немец.
— Не понимаете, потому что менталитет другой.
Далее немец-левак пытается убедить, что в нынешней Германии опять правят фашисты, но русский боевито отстаивает честь новой родины. 
Барельеф прощания с погибшим. На площади поток людей, уходящих и только пришедших. Воин-освободитель. Барельеф похорон.

## История создания
Каждое 9 мая в Трептов-парке собираются группы русскоязычных людей для празднования Дня Победы. Среди них — бывшие граждане СССР, давно перебравшиеся в Германию, новоиспечённые граждане Германии, случайные прохожие и туристы. Случается, захаживают и немцы.
 Картина снималась методом стороннего наблюдения статичными камерами с чаще всего длиннофокусной оптикой. Для съёмок был приглашён Диего Гарсиа, оператор из Мексики, ещё одним оператором был Йессе Мацух из Германии, прежде работавший с режиссёром на фильме «Аустерлиц» (2016).

Я присматривался к этому месту, к этому дню именно в Берлине, поскольку я ищу места и мгновения, которые воплощают в себе парадоксальные вещи. Я не знаю больше в мире таких мест, где страна, которая победила другую страну, в столице побеждённого государства празднует победу.
Когда удаётся снимать в местах, где люди выходят за рамки обыденного ритуала жизни и попадают в эту карнавальную атмосферу, когда вы можете видеть то, что обычно скрыто повседневностью, — это очень интересно.
 …я уже знал, как это действо будет развиваться, предполагал, где активные точки, где выгодно и хорошо поставить камеру. Более-менее мы были подготовлены. Как вы понимаете, когда наступает буря, то вся эта подготовка куда-то улетучивается, всё равно не успеваете. Несколько раз нам повезло, мы ставили камеру перед потоком, который следовал за байкерами. Они, как это ни странно, всегда останавливались перед нашей камерой.
— Сергей Лозница, Радио «Свобода» 2018
Статичные кадры скульптурных композиций Вучетича, украшающих шестнадцать расположенных там саркофагов, делят фильм на эпизоды. 
Производство: Imperativ Film совместно с Taura и Rundfunk Berlin-Brandenburg (RBB) при финансовой поддержке Medienboard Berlin-Brandenburg.

## Создатели фильма
- Сценарист и режиссёр — Сергей Лозница
- Операторы:

- Диего Гарсия
- Сергей Лозница
- Джесси Мазуч

- Звукооператор — Владимир Головницкий
- Ассистенты звукооператора:

- Сагитас Моторас
- Кай Зярковский

- Монтаж:

- Даниэлиус Коканаускис
- Сергей Лозница

- Директор производства RBB — Райнер Баумерт
- Директор производства — Сергей Лозница
- Линейный продюсер — Кирилл Красовский
- Визуальные эффекты — Лаура Пасилите
- Художниеи по визуальным эффектам:

- Йонас Загоркас
- Лукас Заперецкас

- Цветокоррекция — Клаудиу Доага
- Дизайн титров — Алекс Стоика
- Саунд дизайн — Владимир Головницкий
- Сведение звука — Иво Хегер
- Сопродюсер — Андрей Михайлов
- Продюсер — Сергей Лозница

## Премьерные показы в разных странах
- Мировая премьера — на Берлинском кинофестивале 19 февраля 2018 года в рамках параллельной программы «Форум»[4][5]
- Франция, 40-й международный фестиваль документального кино Cinéma du réel — 25 марта 2018 года[6]
- Аргентина, Международный независимый кинофестиваль в Буэнос-Айресе — 20 апреля 2018 года[7]
- Канада, Международный документальный фестиваль Hot Docs в Торонто — 27 апреля 2018 года[8]
- Россия, Московская премьера — 20 июня 2018 года в Музее современного искусства GARAGE[9]

## Критика
Сталинский монументализм, конечно, выглядит намного более благородно, куда лучше соответствуя торжественности момента, чем простонародный праздничный шабаш. В идеальном мире потомки победителей должны были быть столь же красивыми и величественными, как памятники. Но получилось, как получилось…
— Стас Тыркин, «Комсомольская правда» 2018

Фильмы этого режиссёра — своеобразные «машины желаний». Они предлагают зрителю сформировать свою интерпретацию, предлагая чрезвычайно сильные образы в качестве модели для сборки. «День победы» в этом отношении показателен. Можно оскорбиться всем увиденным. А можно растрогаться. Поводы найдутся и для того, и для другого.
Русские вновь в столице Германии — чем не символическое отражение того самого Дня Победы? Но это если вычеркнуть из памяти, что большинство празднующих — эмигранты, покинувшие родные края и худо-бедно встроившиеся в капиталистический немецкий рай. Кто они в этой ситуации — победители или побеждённые? Ответ зависит снова не от автора фильма, а от зрителя.
— Антон Долин, «Meduza» 2018

Скалятся волчары с чёрных знамён — это у бронзового Воина-освободителя позируют байкеры: чёрные очки, бандитские чёлочки, лица опять же угрожающе насуплены, телеса обтянуты кожаными куртками, до пупов увешанными значками и бляшками неизвестно за какие заслуги. Оратор за кадром возглашает заученные фразы о том, что советские воины «коричневую чуму отбросили на периферию цивилизации», а эти гастролёры экипированы аккурат, как те фашиствующие подонки, что в американском кино наводили ужас на сонное захолустье.
Трудно понять, что заставляет этих женщин, играя плечиками и размахивая платочками, столь упоённо радоваться… Чему, собственно? Поддатый мужичонка, впрыгнувший в круг, не отстаёт, выделывает коленца. Заметим, что ни один проклинаемый в Отечестве «фальсификатор» славных страниц, включая самого Виктора Суворова, не призывал к весёлым пляскам на воинских кладбищах.
— Олег Ковалов, «Искусство кино» № 3—4 2018

…любой официоз захлестнёт и перемелет стихия народного чувства. «День победы» при всей его едкости посвящён именно этой народной стихии. Стихийной воле к коллективному переживанию, порывистости жеста, русской жовиальности. Тут противное и, в общем, преступное «можем повторить» уже читается иначе: мы выжили и сможем это повторить. Потому что у нас «молдаванка» превращается в лезгинку, у нас пьяноватый кавказец увлекает в танце паву в белом, у нас три пенсионерки – уже хор, у нас даже в Берлине будет русская жизнь со всей её аляповатостью, чрезмерностью и кадрильностью.
— Виктория Белопольская, «Настоящее время» 2020